# Gwen Berry
Gwendolyn Denise Berry (Saint Louis, 29 giugno 1989) è una martellista statunitense.

## Biografia
Nata e cresciuta nel Missouri, Berry ha praticato vari sport sin da giovani entrando a far parte della squadra di pallacanestro scolastica e successivamente sperimentando il salto triplo. Nel 2007 ha iniziato a studiare psicologia presso la Southern Illinois University di Carbondale, affiliandosi al team atletico universitario e specializzandosi nei lanci.
A livello internazionale, Berry ha debuttato nel 2010, specializzandosi nel lancio del martello, vincendo una medaglia di bronzo ai Campionati NACAC under 23 in Florida. Dal 2014, uscita dai circuiti NCAA, è entrata a far parte della nazionale seniores vincendo nello stesso anno a Città del Messico la medaglia d'oro al Festival sportivo panamericano di atletica leggera con una misura di 68,75 metri. Nel 2016, dopo aver segnato un nuovo record nazionale nel lancio del martello, Berry è stata squalificata per tre mesi per essere risultata positiva a sostanze vietate, perdendo il primato stabilito. In seguito ha preso parte ai trials olimpici e partecipato ai Giochi olimpici di Rio de Janeiro 2016, fermandosi in qualificazione. L'anno seguente, in seguito alla vittoria ai campionati nazionali,, Berry ha preso parte ai suoi primi Mondiali, senza avanzare in finale.
Nel 2019 in Perù, Berry ha vinto il titolo panamericano e assicuratasi la partecipazione ai Mondiali in Qatar (dove in finale non è riuscita a segnare alcuna misura). Nel corso della cerimonia di premiazione a Lima, sulle note finali dell'inno The Star-Spangled Banner, l'atleta ha alzato al cielo il pugno chiuso simbolo della discriminazione razziale nei confronti dei neri. Per questo motivo è stata sospesa per 12 mesi dall'attività agonistica da parte dello IOC, come successe già nel 1968 ai compatrioti Tommie Smith e John Carlos nel corso dei Giochi olimpici di Città del Messico 1968 per aver alzato il pugno del Black Power nel corso della cerimonia di premiazione dei 200 metri piani. Riprende la protesta in occasione dei trials statunitensi nel giugno 2021. Il presidente degli Stati uniti, Joe Biden, ha fatto sapere attraverso una nota stampa: "Joe Biden onora il diritto di Berry di protestare pacificamente. È incredibilmente orgoglioso di essere un americano e ha un grande rispetto per l'inno e tutto ciò che rappresenta [...] parte di quell'orgoglio nel nostro paese significa riconoscere che ci sono momenti in cui noi, come Paese, non siamo stati all'altezza dei nostri più alti ideali. E significa rispettare i diritti delle persone loro garantite dalla Costituzione di protestare pacificamente".
Berry è detentrice del record mondiale di lancio del martello con maniglia corta fissato ad Albuquerque nel 2017 con un lancio da 25,60 metri.

## Progressione

### Lancio del martello
| Stagione | Misura  | Luogo         | Data      | Rank. Mond. |
| -------- | ------- | ------------- | --------- | ----------- |
| 2020     | 70,15 m | Wellington    | 28-2-2020 |             |
| 2019     | 76,46 m | Des Moines    | 27-7-2019 |             |
| 2018     | 77,78 m | Chorzów       | 8-6-2018  |             |
| 2017     | 76,77 m | Oxford        | 6-5-2017  |             |
| 2016     | 73,09 m | Eugene        | 6-7-2016  |             |
| 2015     | 72,26 m | Pechino       | 20-5-2015 |             |
| 2014     | 71,74 m | Jonesboro     | 25-4-2014 |             |
| 2013     | 73,81 m | Lisle         | 8-6-2013  |             |
| 2012     | 71,95 m | Bowling Green | 14-4-2012 |             |
| 2011     | 70,52 m | Des Moines    | 30-4-2011 |             |
| 2010     | 62,55 m | Hollywood     | 10-7-2010 |             |
| 2009     | 59,58 m | Louisville    | 29-5-2009 |             |
| 2008     | 53,70 m | Columbus      | 20-6-2008 |             |

## Palmarès
| Anno | Manifestazione       | Sede           | Evento              | Risultato | Prestazione | Note |
| ---- | -------------------- | -------------- | ------------------- | --------- | ----------- | ---- |
| 2010 | Campionati NACAC U23 | Miramar        | Lancio del martello | Bronzo    | 62,55 m     |      |
| 2016 | Giochi olimpici      | Rio de Janeiro | Lancio del martello | 14ª (q)   | 69,90 m     |      |
| 2017 | Mondiali             | Londra         | Lancio del martello | 14ª (q)   | 69,12 m     |      |
| 2019 | Giochi panamericani  | Lima           | Lancio del martello | Oro       | 74,62 m     |      |
| 2019 | Mondiali             | Doha           | Lancio del martello | Finale    | nm          |      |
| 2021 | Giochi olimpici      | Tokyo          | Lancio del martello | 11ª       | 71,35 m     |      |